# Glojach
Glojach ist der Name einer Ortschaft der Marktgemeinde Sankt Stefan im Rosental, die lange Zeit eine Gemeinde im Süd-Osten der Steiermark im Bezirk Südoststeiermark in Österreich war.

## Geografie

### Geografische Lage
Glojach liegt ca. 29 km südöstlich von Graz und ca. 18 km südwestlich der Bezirkshauptstadt Feldbach im Oststeirischen Hügelland.

### Ehemalige Nachbargemeinden
- im Norden: Sankt Stefan im Rosental
- im Osten: Jagerberg
- im Süden: Wolfsberg im Schwarzautal
- im Westen: Schwarzau im Schwarzautal

### Gemeindegliederung
Die ehemalige Gemeinde besteht nur aus der gleichnamigen Katastralgemeinde, auf deren Gebiet sich auch der Ort Glojach befindet.

### Geschichte
Glojach war eine frühere Gemeinde mit 244 Einwohnern (Stand: 31. Oktober 2013). Seit 1. Jänner 2015 ist Glojach im Rahmen der Gemeindestrukturreform in der Steiermark mit der Marktgemeinde Sankt Stefan im Rosental zusammengeschlossen, die neue Gemeinde führt den Namen „Sankt Stefan im Rosental“ weiter.

## Politik

### Gemeinderat
Der letzte Gemeinderat bestand aus neun Mitgliedern und setzte sich seit der Gemeinderatswahl 2010 aus Mandaten der folgenden Parteien zusammen:
- 8 ÖVP
- 1 Grüne

### Bürgermeister
Letzter Bürgermeister war bis zur Auflösung der selbständigen Gemeinde Karl Trummer (ÖVP).

### Wappen
Blasonierung: Im blauen Schild eine mit zwei roten Äpfeln und einer blauen Traube belegte goldene Spitze, vorne von einem silbernen, abwärts gekehrten Fisch, hinten von einem silbernen Jagdhorn begleitet.
Erklärung: Die Traube und die Äpfel deuten auf den Obstreichtum der Gemeinde hin; Fisch und Jagdhorn (Hifthorn) sind dem Wappen der Herren von Glojach entnommen, die sich nach ihrem jetzt fast ganz verschwundenen Stammsitz bei der heutigen Dorfkirche nannten. Die Glojacher sind 1767 als Freiherren ausgestorben. Die Verleihung des Gemeindewappens erfolgte mit Wirkung vom 1. August 1967.

## Kultur und Sehenswürdigkeiten

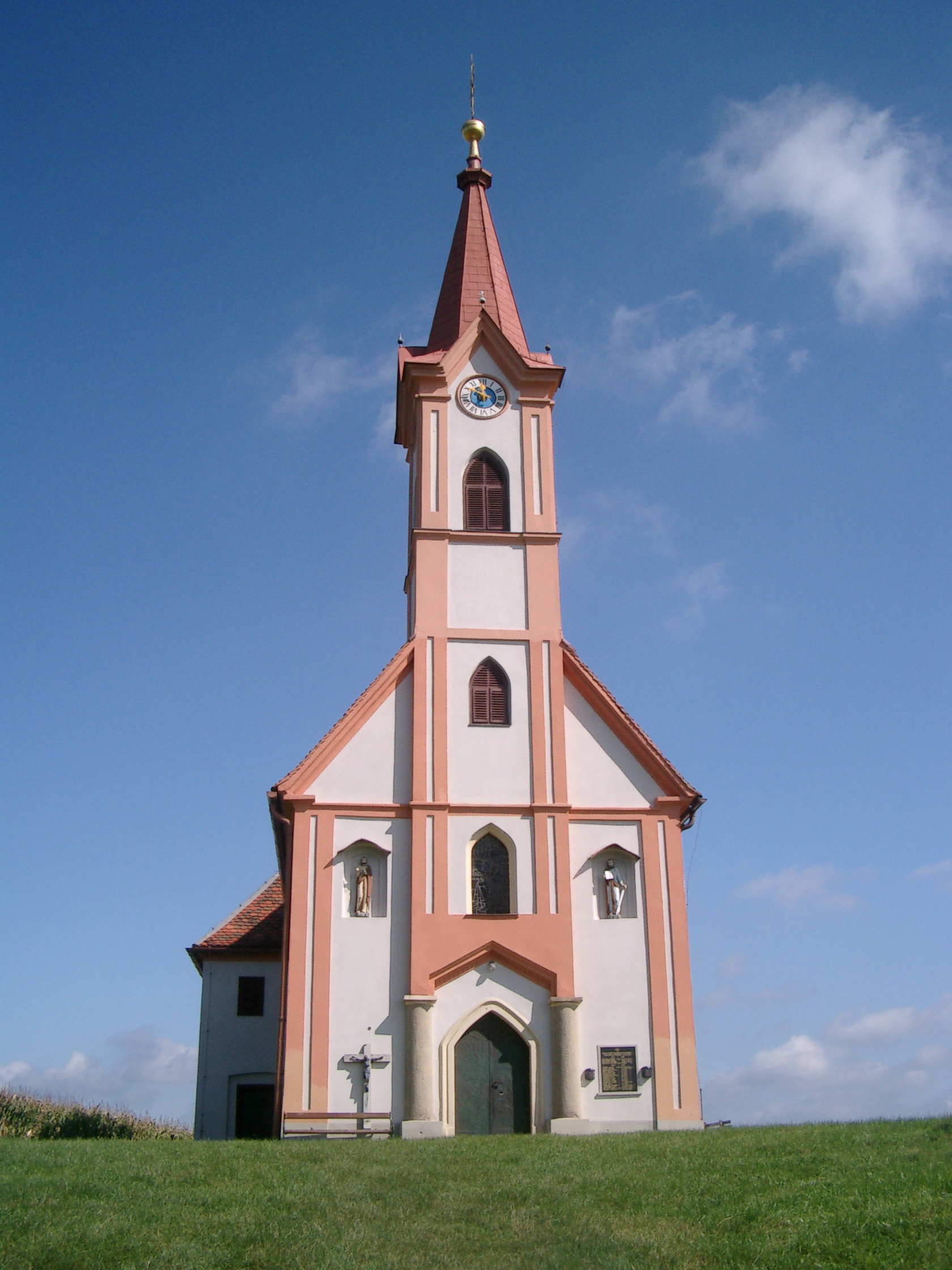
Ortskapelle Glojach

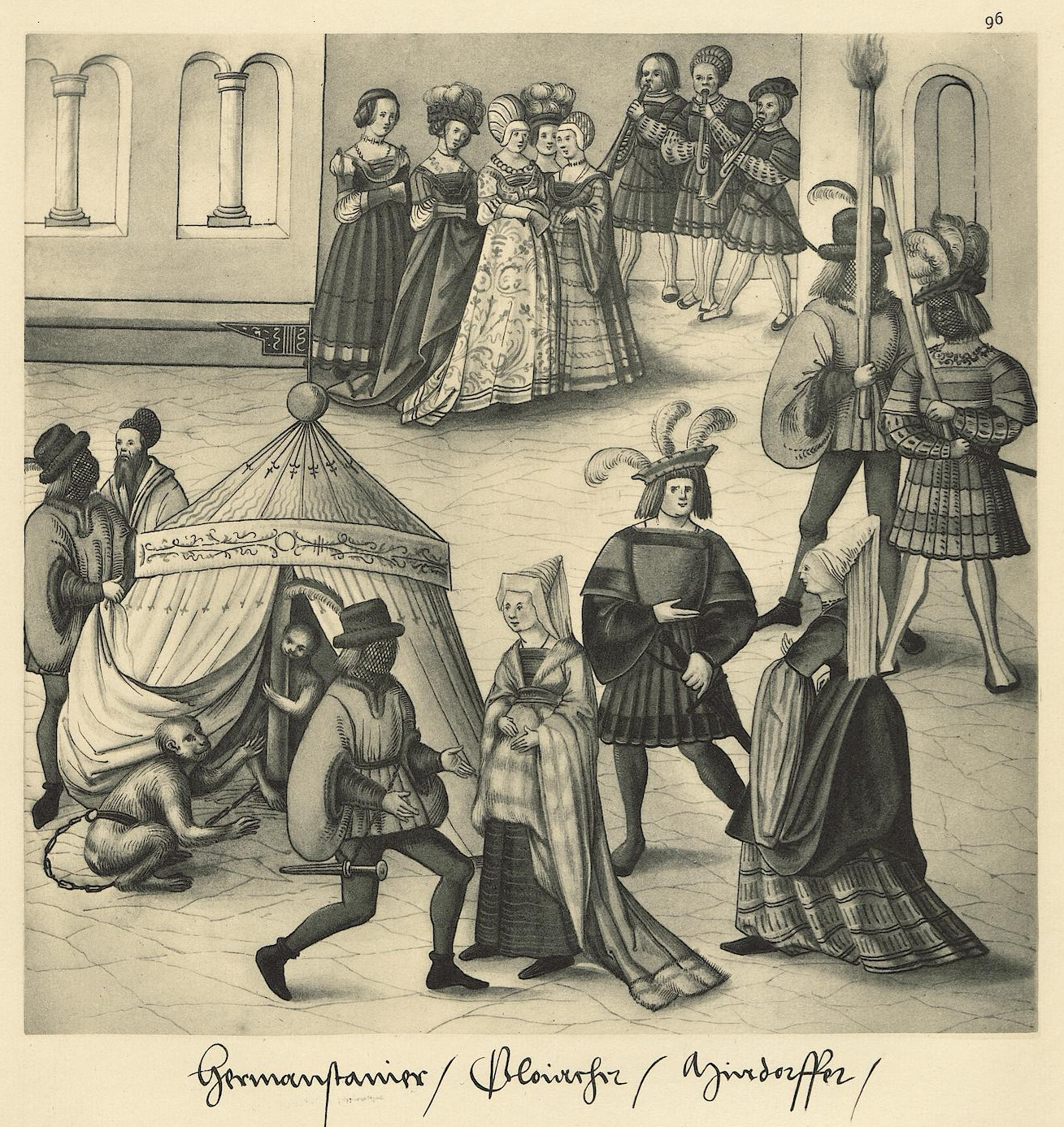
Tafel 96 Hermansteiner, Gloiacher, Mindorffer. Tafel aus: Freydal: des Kaisers Maximilian I. Turniere und Mummereien; mit einer geschichtl. Einleitung. Tafeln. Wien, 1882.

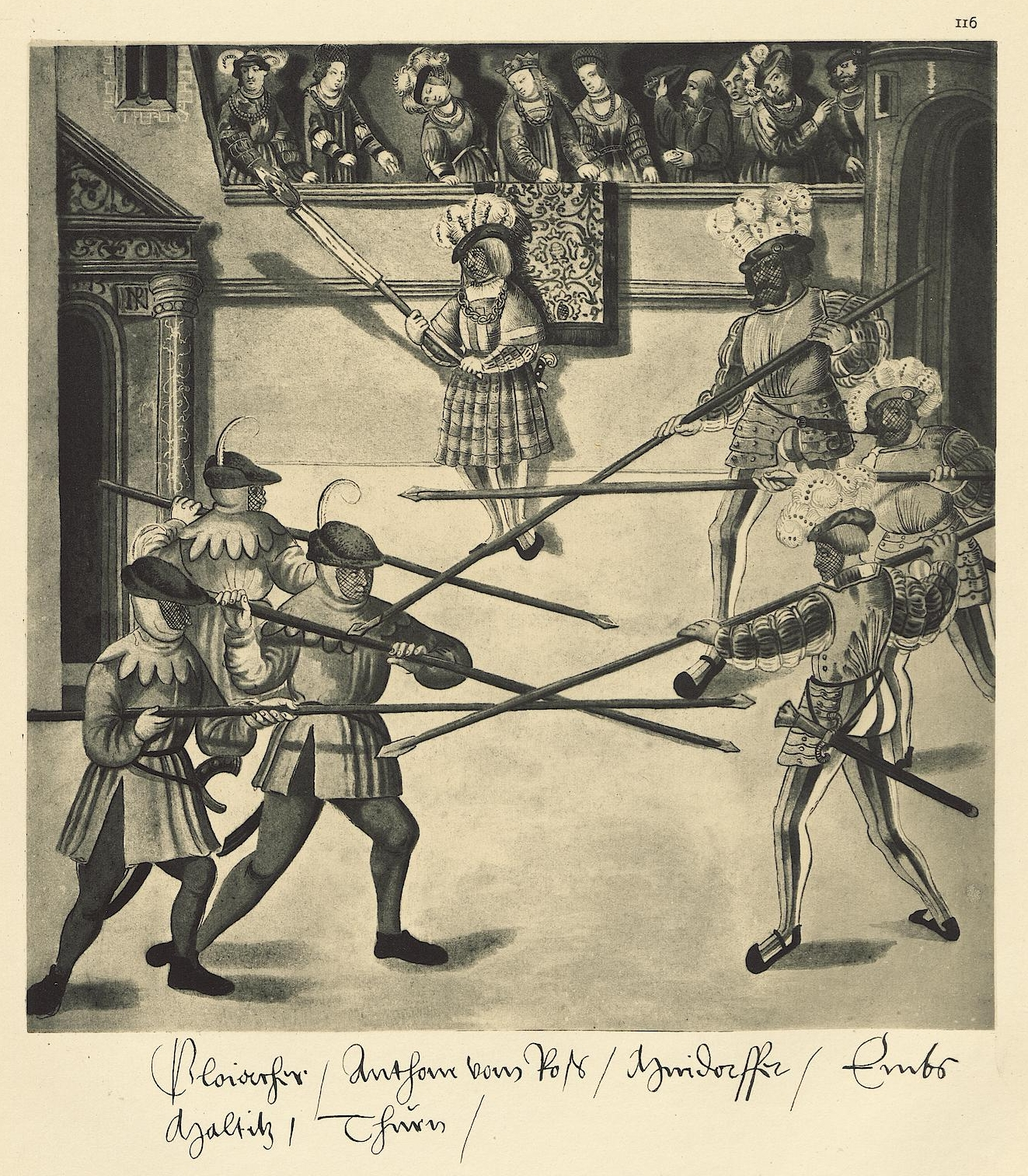
Tafel 116 Gloiacher, Anthoni vom Ross, Mindorffer, Embs, Maltitz, Thurn. Tafel aus: Freydal: des Kaisers Maximilian I. Turniere und Mummereien; mit einer geschichtl. Einleitung. Tafeln. Wien, 1882.

Siehe Liste der denkmalgeschützten Objekte in Sankt Stefan im Rosental

## Persönlichkeiten
- Karl Stark (* 1921 in Glojach; † 2011 in Klosterneuburg), Maler